# Сосна (вірш)
«Сосна́» — вірш української письменниці Лесі Українки. Датується 1892 роком за її автографом.

## Історія
Вперше надруковано 1893 року і уміщено у збірку «На крилах пісень». У тому ж році передруковано в журналі «Зоря».
У 1904 році було перевидано разом зі збіркою «На крилах пісень».